# Isabelle Rapin
Isabelle Juliette Martha Rapin (Lausana, 4 de diciembre de 1927-Rhinebeck, 24 de mayo de 2017) fue una profesora de Neurología y Pediatría en la Escuela de Medicina Albert Einstein, en la ciudad de Nueva York. Durante décadas fue una de las principales referentes en el ámbito del autismo y socia de la Academia Americana de Neurología.

## Vida personal y educación
Rapin nació en Lausana, Suiza. Su madre era de Connecticut y su padre era suizo.  Desde niña fue una ávida lectora y una niña scout; asistió a colegios de niñas entre los 9 y los 19 años.  Rodeada por una familia científica, decidió convertirse en médico antes de cumplir los 10 años. 
Comenzó sus estudios en la facultad de medicina de la Universidad de Lausana en 1946, en una clase de 100 estudiantes de los cuales sólo una docena eran mujeres.  Decidió convertirse en neuróloga pediátrica en 1951 después de pasar 12 semanas en el Hospital de la Pitié-Salpêtrière y en el Hôpital des Enfants Malades en París. Cuando se graduó en la facultad de medicina en Lausana en 1952  había pocos trabajo remunerados en Suiza, por lo que postuló a la Universidad de Harvard, Universidad de Yale, Universidad Johns Hopkins y el Hospital Bellevue en Estados Unidos. Emigró a Estados Unidos en 1953 después de que le ofrecieran un puesto de pediatría en el Hospital Bellevue. En 1955 recibió su título de doctora cuando su tesis fue publicada en los Archivos suizos de Neurología y Psiquiatría.
Conoció a su marido Harold Oaklander en 1958 y contrajo matrimonio en 1959. Su marido acabó su doctorado en la Universidad de Columbia, pero sabiendo que ella no dejaría la Escuela de Medicina de Albert Einstein, aceptó un trabajo menos prestigioso para permanecer cerca de ella.  Tuvieron dos hijas y dos hijos.

## Carrera
Rapin ingresó en la especialidad de pediatría en el Hospital Bellevue en Nueva York y completó su residencia en neurología en el Instituto de Neurología del Hospital Presbiteriano de Columbia, donde también tuvo una beca de investigación durante un año. Ingresó en la Universidad de Albert Einstein en 1958 y se jubiló en 2012 a los 84 años de edad. 
Rapin afirmó que su interés en los trastornos del lenguaje y el autismo aumentó con la incorporación de Dr. Doris A. Allen al Hospital Einstein, ya que acumulaba experiencia en el campo de la Psicolingüística, la Psicología y los trastornos del lenguaje. Después de evaluar a centenares de niños autistas,  detectó que un tercio de las consultas de progenitores con niños autistas que presentan regresiones conductuales y lingüísticas merecen una investigación biológica."

### Nombramientos
Rapin ayudó a fundar la Sociedad de Neurología Infantil y la Asociación Internacional de Neurología Infantil.  En el Hospital Einstein fundó el Programa de Servicio e Investigación de Neurología Infantil.
Participó en los consejos de la Sociedad de Neurología Infantil, la Academia Americana de Neurología y la Sociedad Internacional de Neuropsicología.

## Reconocimientos y logros
The Boston Globe dijo en1992 que Rapin era "una especialista en enfermedades neurológicas infantiles, que descubrió tales enfermedades y además fue una autoridad en el ámbito del autismo. The New York Times dijo: "considerada por muchos como la dama del autismo, la Dra. Rapin ha invertido décadas en la investigación de esta discapacidad."
La Escuela de Medicina Albert Einstein afirmó que Rapin era "una líder en el campo de la neurología infantil...autora de diferentes descubrimientos en el campo de la trastornos neurogenéticos infantiles, incluyendo el entendimiento del autismo. Además de ser conocida como 'la madre del autismo', también ha sido denominada como una 'celebridad en su campo de investigación' y siempre la 'luz que guía'."  Para honrar a Rapin, Einstein estableció en 2012 una conferencia anual sobre desórdenes comunicacionales.  Según su colega el Dr. Mark Mehler, "ella es una experta mundial en el campo de los desórdenes comunicacionales pediátricos, y durante su carrera también definió y refinó nuestro entendimiento del campo entero."  En 2006 Einstein celebró un simposio internacional en honor a Rapin.
Los premios y reconocimientos a Rapin  incluyen:
- Premio del Presidente de la Academia Americana de Neurología.[10]
- Alumna Honoraria de la Escuela de Medicina de la Universidad Albert Einstein.
- Premio a la Excelencia de la Sociedad Americana de Autismo en investigación sobre el autismo.
- Premio Centro Shriver.[11]

## Publicaciones
Hasta 2006 Rapin había publicado más de 135 artículos científicos y 75 capítulos de diferentes libros; algunos de sus libros son:
- Tuchman R, Rapin I (2006). Autism: A Neurological Disorder of Early Brain Development. MacKeith Press. ISBN 978-0444503633.
- Riva D, Rapin I, Zardini G (2006). Language: Normal and Pathological Development. John Libbey Eurotext Ltd. ISBN 978-2472006384.
- Rapin I (1996). Preschool Children with Inadequate Communication. MacKeith Press. ISBN 978-1898683070.
- Rapin I (1994). Handbook of Neuropsychology. 6. Elsevier Science Ltd. ISBN 978-0444820600.
- Rapin I (1982). Children with Brain Dysfunction: Neurology, Cognition, Language, and Behavior. Raven Press. ISBN 978-0890048443.
- Haas RH, Rapin I, Moser HW (1988). Rett Syndrome and Autism. Year Book Medical Pub. ISBN 978-9990808179.